# Lars Hamrin
Lars Hamrin, född 1948 i Högsby, är en svensk politiker (folkpartist), f.d. landstingsråd i Kalmar läns landsting
Hamrin är kommunpolitiker i Kalmar kommun från november 1977. Han blev landstingsfullmäktigeledamot 1985 och gruppledare för Folkpartiet Liberalerna i landstinget i Kalmar län 1988. 1991 -1994 var han 2:e vice ordförande i majoritet landstingsstyrelsen och ordförande i Personaldelegationen. 1994-2002 var Hamrin bland annat ledamot i landstingsstyrelsen. 2002-2006 var Hamrin vice ordförande i landstingsstyrelsen med ansvar för bland annat mångfaldsfrågor och samordning av majoriteten. Efter valet 2006 och fram till februari 2009 var han landstingsråd i opposition med ansvar för personal, tandvård och landstingets folkhögskolor. 
Hamrin har varit särskilt intresserad av frågor som rör barn- och ungdomspsykiatri och en av de pådrivande bakom skapandet av landstingets i Kalmar län ABC-enhet. Han har även varit engagerad i frågor som rör användandet av olika driftsformer i landstingets verksamhet.

## Familj
Hamrin är son till Mac Hamrin, tidigare riksdagsman för Folkpartiet, och hans farfar Felix Hamrin var bland annat statsminister och finansminister.